# 白斑蟻蛉
白斑蟻蛉（学名：Baliga asakurae）为蟻蛉科白斑蟻蛉屬下的一个种。